# ニューヨーク・アンド・ブライトンビーチ鉄道

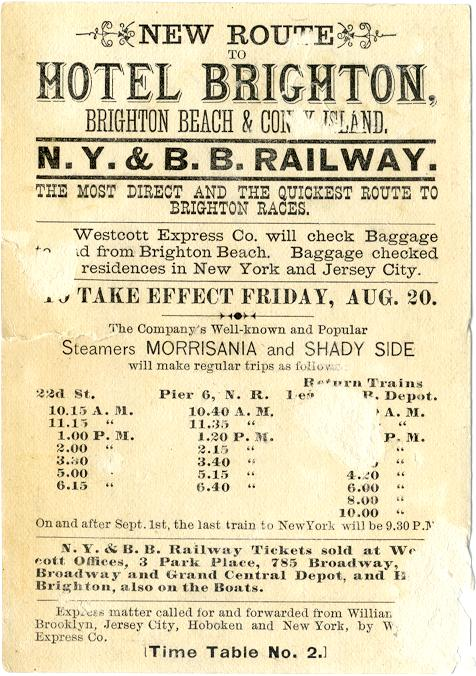
ニューヨーク・アンド・ブライトンビーチ鉄道のパンフレット

ニューヨーク・アンド・ブライトンビーチ鉄道 (英語: New York & Brighton Beach Railway) 、略してNY&BBは、アメリカ合衆国ニューヨーク州ロングアイランドのブルックリンに存在した鉄道である。路線には標準軌が採用されており、路線長は4.8km。ニューユトレヒトのローカストグローブ駅とコニーアイランドのブライトンビーチ駅を結んでいた。

## 歴史
ニューヨーク・アンド・ブライトンビーチ鉄道は1880年8月5日に開通し、シーズンが終了した1880年9月19日まで運行していた。ニューヨーク州鉄道委員会への1881年の報告書によると、1881年には運行を再開したが、乗客は4867人で、17602ドルの費用に対して2726ドルしか収入がないという大幅な赤字であった。
さらに1881年7月27日の早朝、ブライトンビーチ駅は火事によって全焼し35000ドルもの損害を被った上、当時保有していた車両の半分である7両の車輌も焼失し、こちらでも推定で16000ドルの損失が起こった。1884年には売却され、1886年にシービーチ・アンド・ブライトン鉄道に改名された。その後、1890年の夏から2年間は、ボイントンバイシクル鉄道として使用された。

## ギャラリー

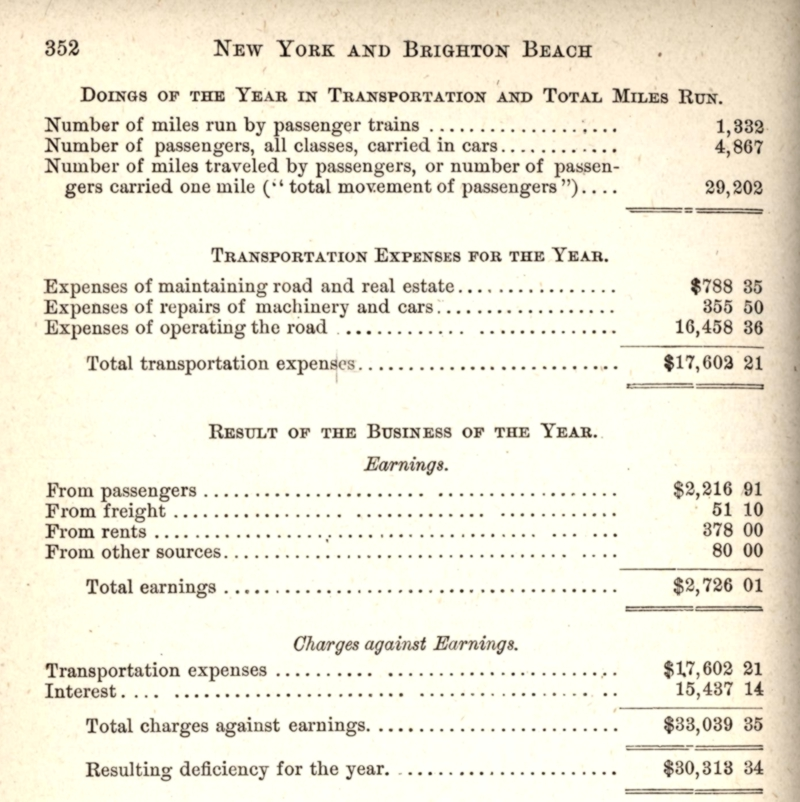
1881年に提出された報告書
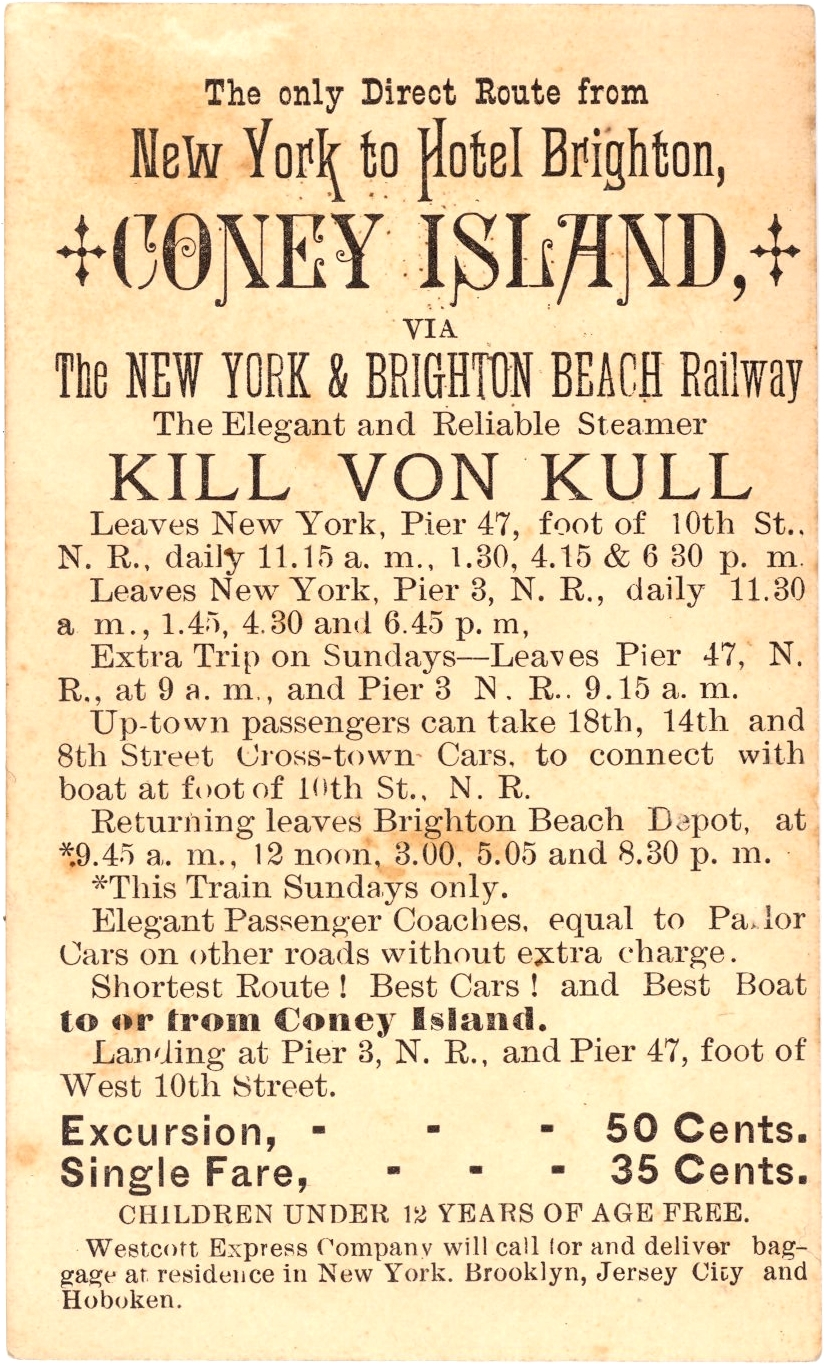
キル・ボン・カル